# Frankiales
Frankiales es un orden de bacterias de Actinomycetes. Contiene tres familias monotípicas, cada una con un solo género. El orden consiste en organismos mesofílicos de crecimiento lento, que habitan en el suelo y están en simbiosis con plantas pioneras.